# Isover

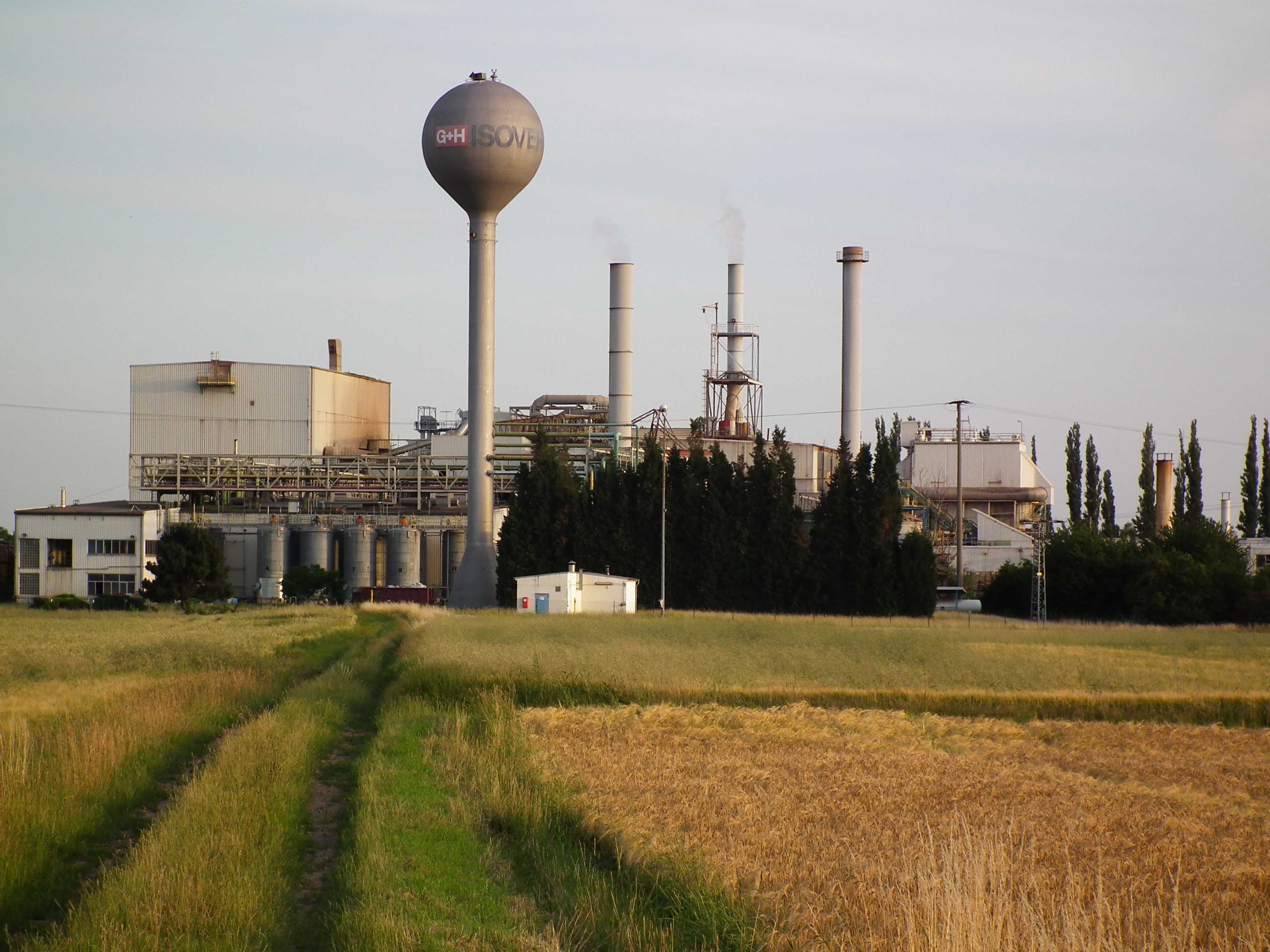
Isover in Ladenburg

Isover is de isolatiedivisie van het glasconcern Saint-Gobain en bestaat sinds 1937. De naam Isover komt van de Franse woorden isolation, voor isolatie of afscherming, en verre, glas. Saint-Gobain zelf is al in 1665 opgericht.
In 1930 begon bij Saint-Gobain de glaswolfabricage, aanvankelijk volgens het Gossler-procedé, waarbij glasdraad werd gesponnen. Hierna kwam het Hager-procedé in zwang, waarbij vloeibaar glas via centrifugaalkrachten tot een draderige massa werd gemaakt. In 1937 ging men over op het Amerikaanse Owens-procedé, waarmee een bevredigende kwaliteit isolatiemateriaal kon worden verkregen. In hetzelfde jaar werd de isolatiedivisie Isover opgericht.
Isover ontwikkelde nieuwe procedés in een eigen laboratorium om niet langer van licenties afhankelijk te zijn. Zo ontstond het LET-procedé en uiteindelijk het TEL-procedé, Thermiques d'Études Laboratoire. Het laatste procedé werd in 1957 ingevoerd. Als grondstof worden tegenwoordig 70% glasscherven en 30% toevoegingen gebruikt, welke zoals bij de gewone glasfabricage uit zilverzand, soda en kalksteen bestaan. Met behulp van sneldraaiende spinkoppen wordt het materiaal tot glaswolvezels uitgeslingerd. Een bindmiddel wordt toegevoegd en daarna wordt de substantie in een oven uitgehard.

## Isover in Nederland
Glaswol wordt in Nederland vanaf de jaren 50 van de 20e eeuw als isolatiemiddel gebruikt, eerst vooral in de woningbouw. Omstreeks 1960 nam de vraag naar dit materiaal sterk toe, zodat men een eigen fabriek in Nederland besloot te bouwen. Deze fabriek kwam in 1962 gereed op het industrieterrein Vosdonk te Etten. Het kenmerkt zich door een opvallend vormgegeven watertoren. Oorspronkelijk heette de fabriek Isoverbel.